# Макс Курцвайль
Максиміліан Франц Віктор Зденко Марія Курцвайль (нім. Max Kurzweil; 12 жовтня 1867, Бзенец, Моравія (нині район Годонін, Південноморавський край Чехія) — 9 травня 1916, Відень Австро-Угорщина) — австрійський художник-експресіоніст, ілюстратор.

## Життєпис

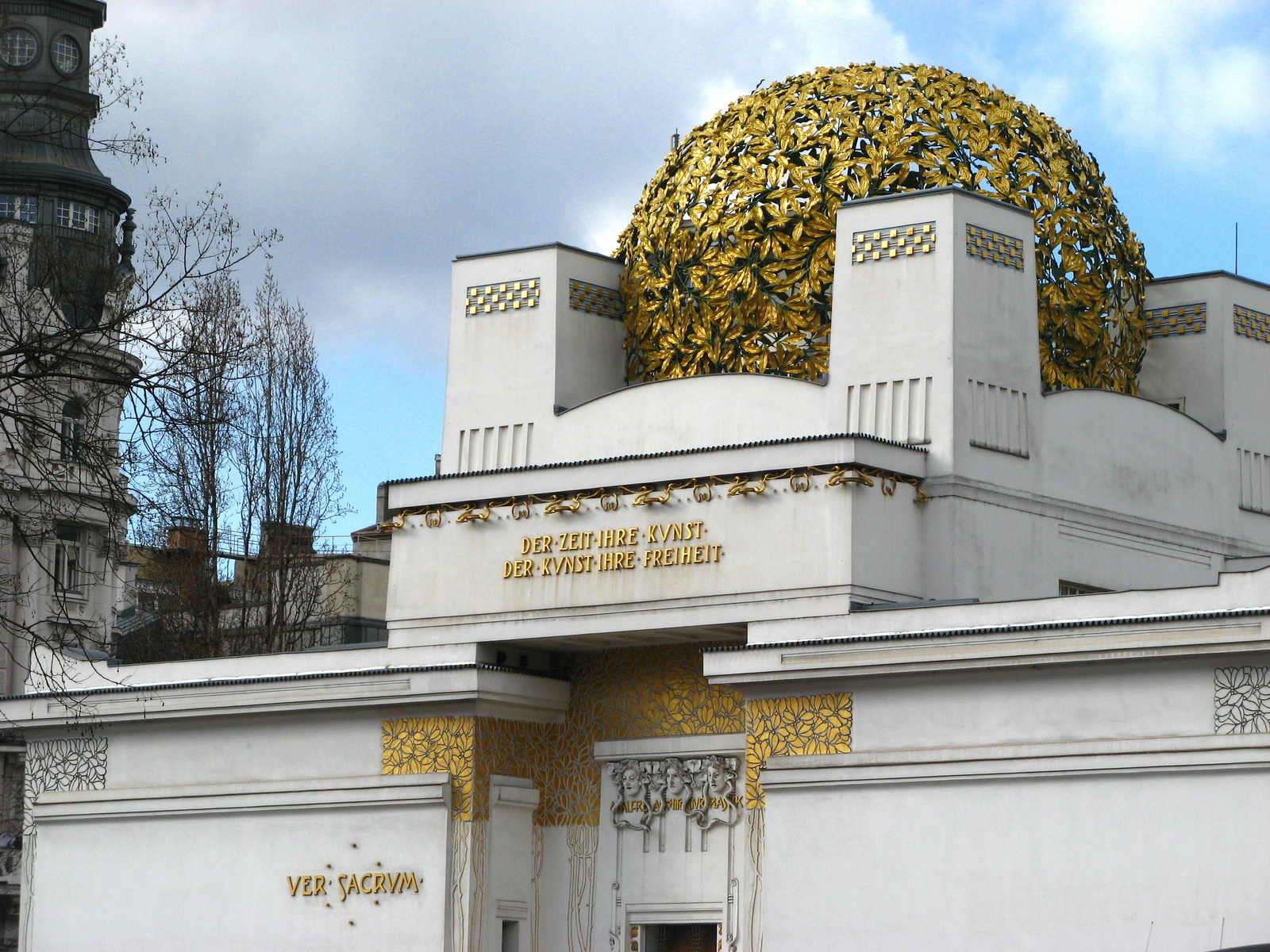
Будинок Віденського сецесіону

Син фабриканта Карла Курцвайля та Марії Мартерер.
З 1879 року разом з родиною переїжджає до Відня, де вступає до шотландського коледжу.
Протягом 1886—1895 років навчається в Академії образотворчих мистецтв Відня, під керівництвом Християна Гріпенкерля та Леопольда Карла Мюллера. Пізніше продовжує навчання в паризькій Академії Жюліана.
У 1894 році вперше представляє свою роботу в Салоні.
З 1893 року живе в Парижі і Бретані, де знайомиться зі своєю майбутньою дружиною Марі-Жозефіною Мартою Гійо, дочкою віце-мера Конкарно в Бретані. У 1895 вони одружуються.
Був одним з засновників Віденського сецесіону в 1897, редактором та ілюстратором журналу Ver Sacrum («Весна священна»). 1905 року отримує престижну премію «Villa Romana».
З 1909 року працює професором у Жіночій школі образотворчого мистецтва, в часи Першої світової війни працює військовим художником в Моравії.
Через часті приступи меланхолії та депресії, в 1916 році покінчив життя самогубством разом зі своєю ученицею та коханкою Елен Гегер. Був похований на кладовищі Гюттельдорфер в сімейному склепі.
Попри його відносно коротку кар'єру, Курцвайла відносять до найвизначніших представників Віденського Сецесіону після Густава Клімта та Еґона Шіле.

## Твори
Найвідоміша робота художника «Дама в жовтій сукні» 1899 року, на картині зображена дружина Марта.
- «Візит» (Відень, приватна колекція), 1894, картон, олія, 24,5 х 30,5 см
- «Дама в жовтій сукні» (Віденський музей, інв. № 117376), 1899, полотно, олія
- «Der Brief II» (Музей образотворчих мистецтв Сан-Франциско), 1900, літографія, 19,5 х 22 см
- «Подушка» (Художня галерея Нового Південного Уельсу), 1903, кольорова ксилографія, 28,6 х 26 см
- «Розкол XVII. Виставка» (плакат), 1903, колір літографія, 189 х 63,5 см
- «Портрет дами» (Лінц, замок-музей), 1905, полотно, олія, 100 х 70 см
- «Mira Bauer» (Відень, Австрійська галерея Бельведер), 1908, полотно, олія, 66 х 52,5 см
- «Bettina Bauer» (Відень, Австрійська галерея Бельведер), 1908, полотно, олія, 66 х 52 см
- «Landschaft mit Salzstein» (Колорадо, США, приватна колекція), с. 1910, папір, акварель, 30 х 42,5 см

## Галерея

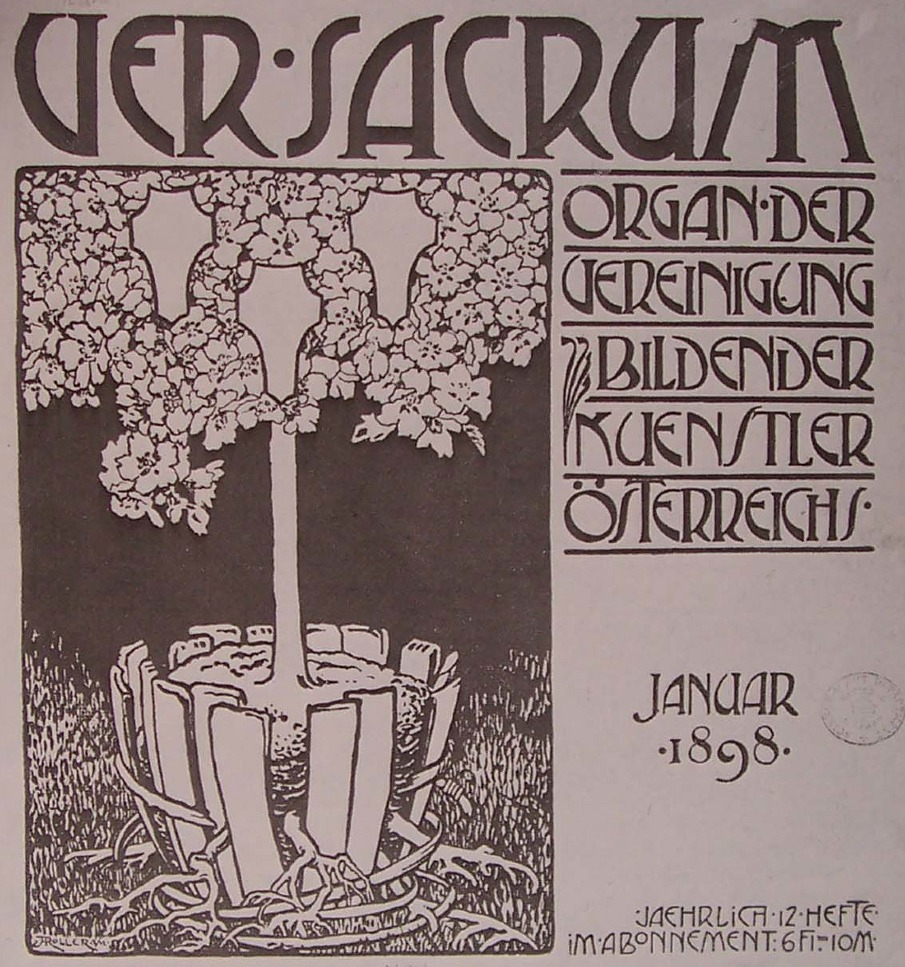
Журнал «Ver Sacrum». Обкладинка 1-го номера (1898)
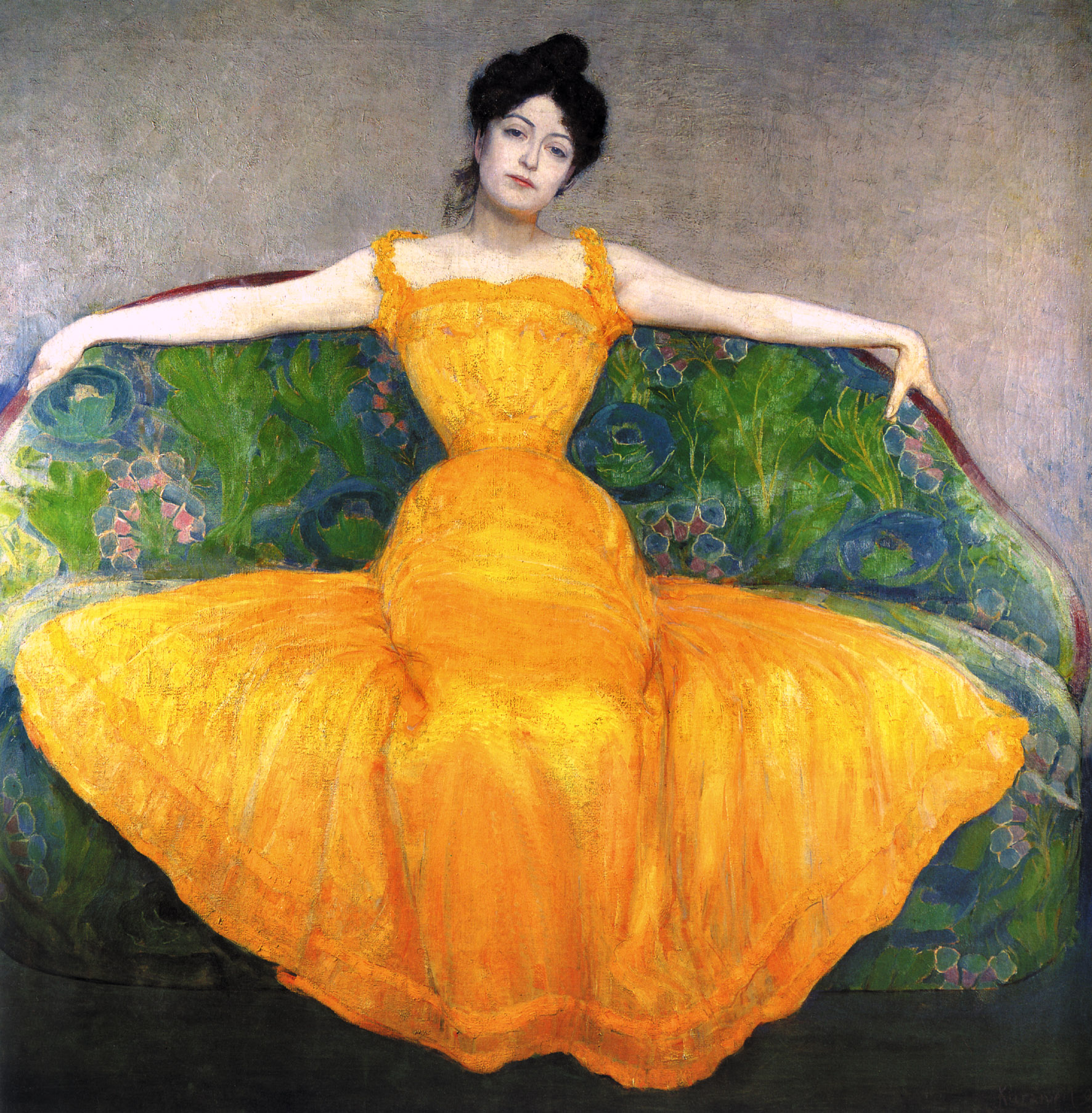
«Жінка в жовтій сукні» (1899)
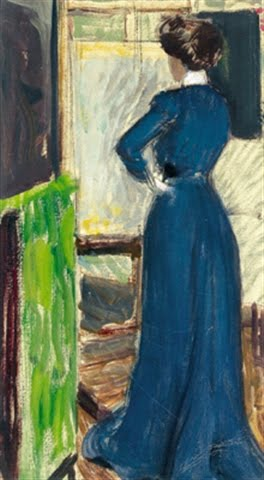
Marthe Kurzweil (1902)
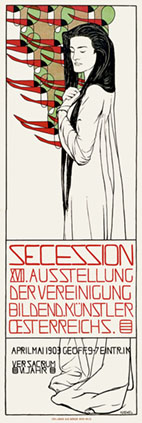
Плакат 7-ї виставки Віденського Сецессіона (1903)
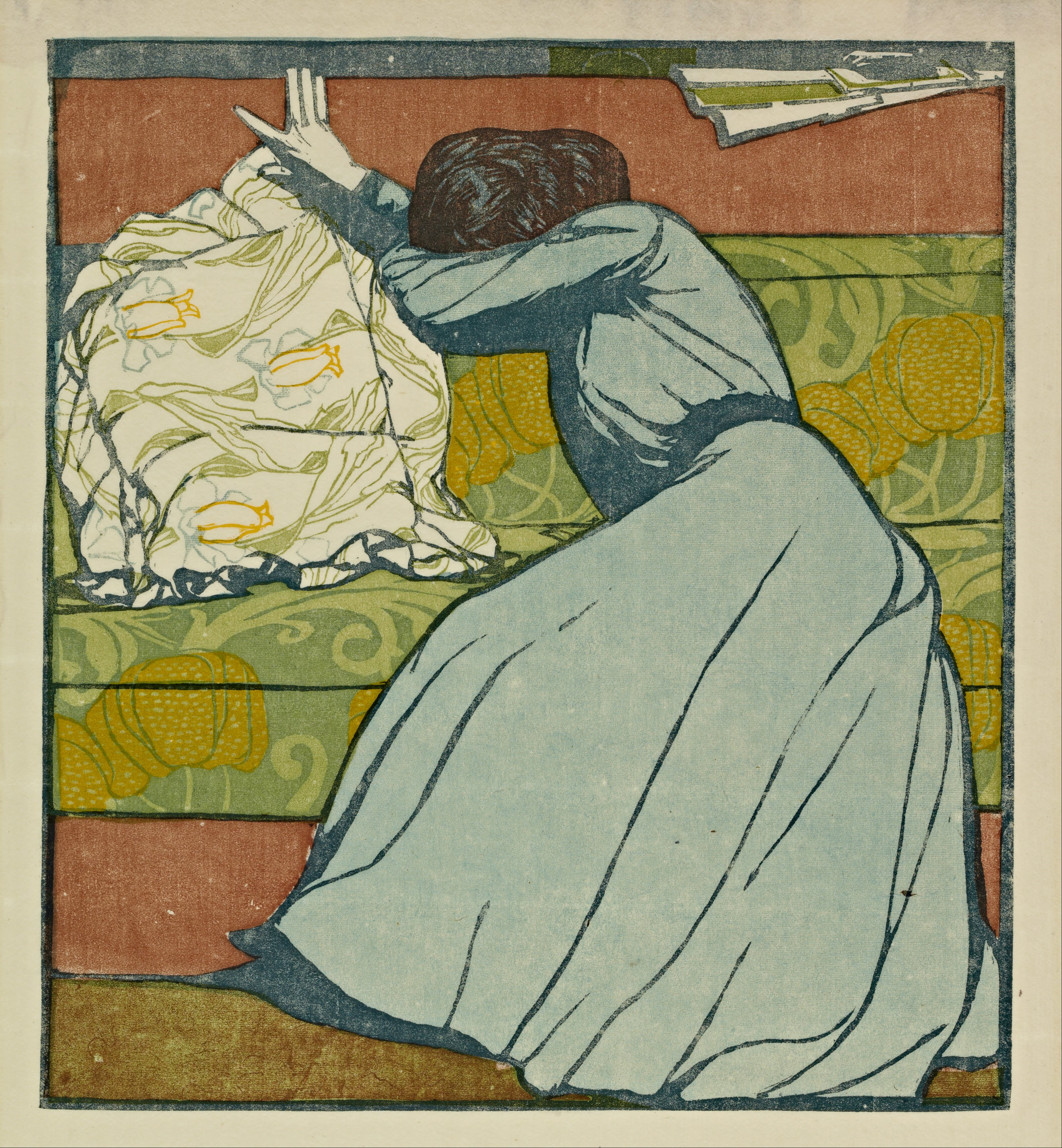
Подушка(Der Polster) (1903)
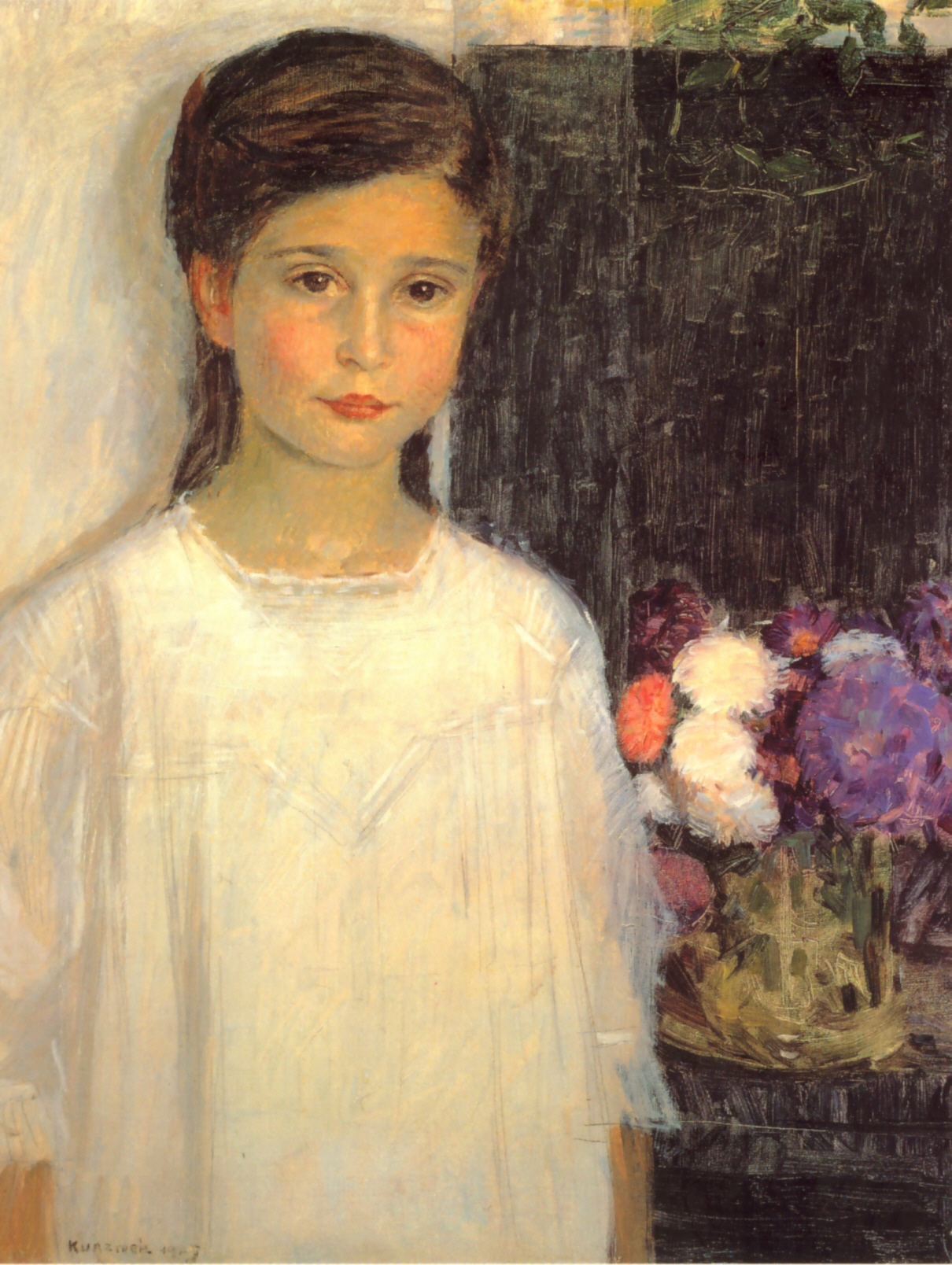
Mira Bauer (1908)
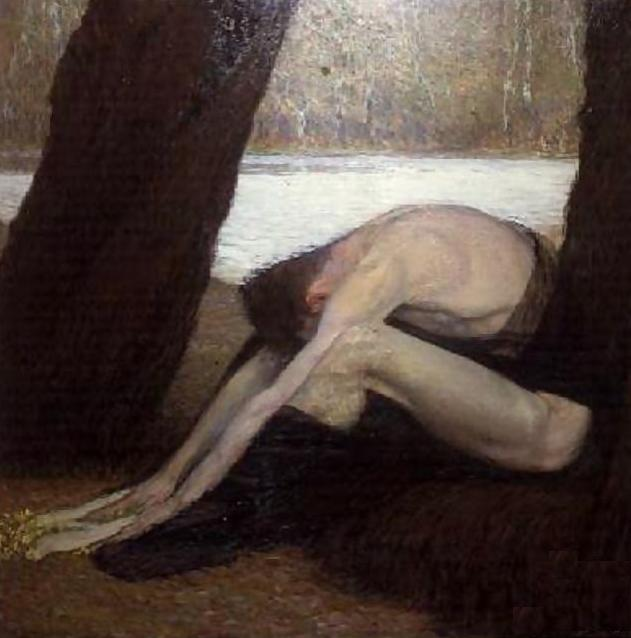
Відчай (1910)
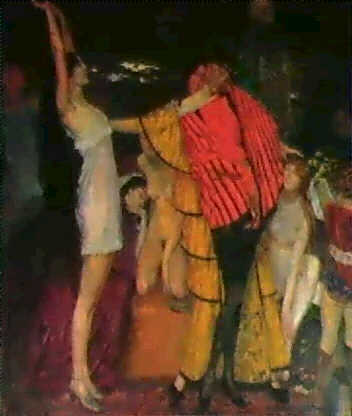
Казка про зачарованого принца (1915)
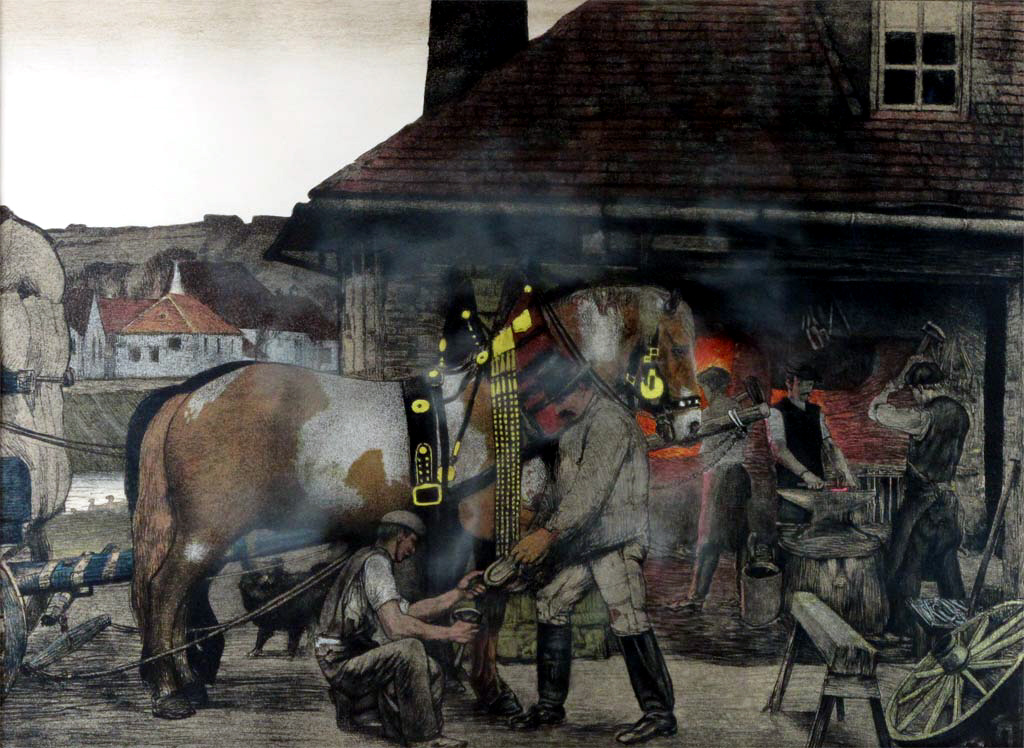
Коваль (кінець XIX - початок XX століття)